# Jennifer Todd
Jennifer Todd (Los Angeles, 3 de outubro de 1969) é uma produtora cinematográfica estadunidense. Depois de ser presidente de cinema na Mark Gordon Company, ela aceitou o cargo de Presidente da Pearl Street Films, a produtora de atores Ben Affleck e Matt Damon.